# Alessandro Achillini

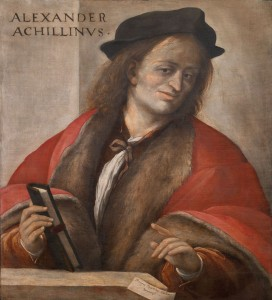
Alessandro Achillini

Alessandro Achillini oder latinisiert Alexander Achillinus (* 20. oder 29. Oktober 1463 in Bologna; † 2. August 1512 ebenda) war scholastischer Philosoph und Anatom aus Italien und ein Verfechter der Lehren von Wilhelm von Ockham.

## Leben und Wirken

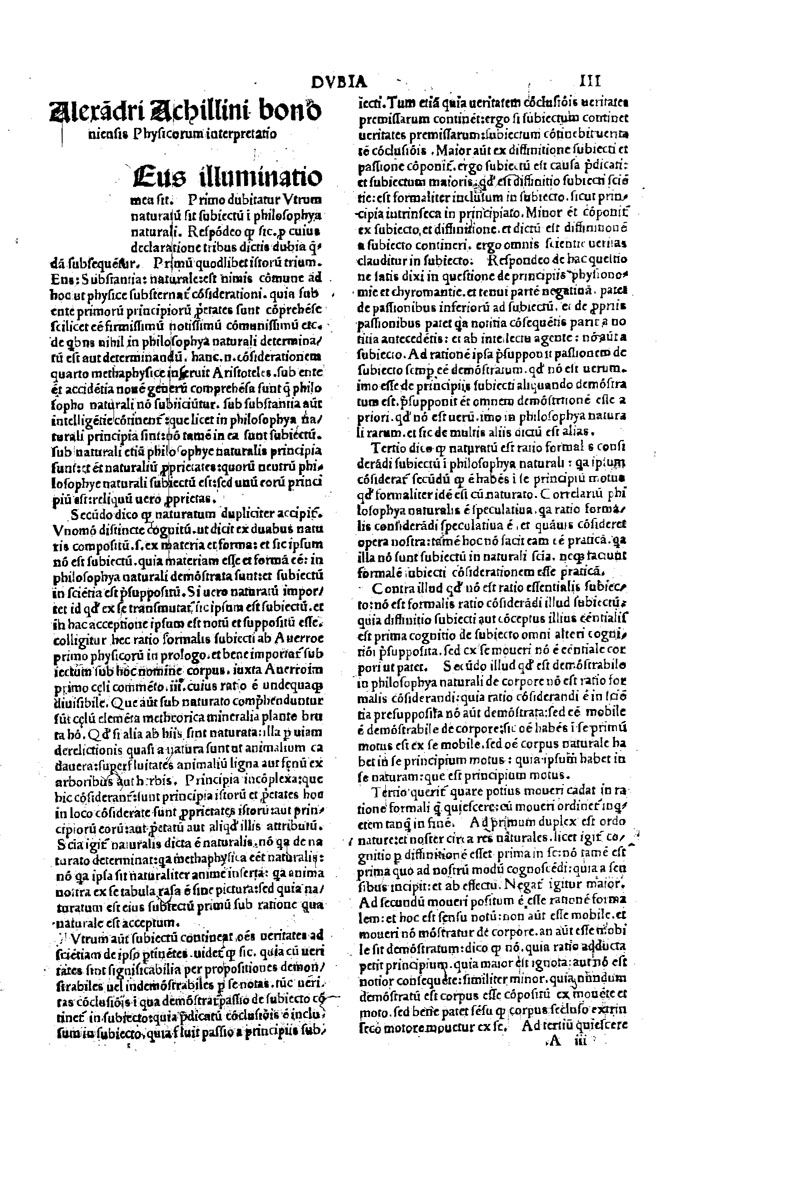
Expositio primi physicorum, 1512

Alessandro Achillini wurde 1484 für Philosophie und Medizin promoviert. Er lehrte daraufhin in seiner Vaterstadt Bologna Medizin, wobei er sich als Anatom hervortat und in der Philosophie als Vertreter des Averroismus sowie theoretische Grundlagen der medizinischen Renaissance legte. In Padua, wo er von 1506 bis 1508 lebte und Philosophie lehrte, bevor er wieder zurück nach Bologna ging, hatte er sich ganz dem Averroismus angeschlossen. Anders als Averroes bestritt er jedoch die Lehre von der Einheit des Intellektes.
Unter seinen Schriften über Philosophie Opera omnia die zunächst 1508 in Venedig in einem einzigen voluminösen Foliant verzeichnet sind und die 1545 und 1568 mit beachtenswerten Anmerkungen nachgedruckt wurden, ist die bedeutendste De intelligentiis in fünf Büchern. In einigen medizinischen Schriften gilt er als der Entdecker der Gehörknöchelchen Hammer und Amboss, des Hymens sowie der Einmündung des Gallengangs in den Zwölffingerdarm.
Alessandro Achillini war der ältere Bruder von Giovanni Filoteo Achillini und der Großonkel von Claudio Achillini.
Achillini ist einer der Vorläufer von Andreas Vesalius.

## Schriften (Auswahl)
- Expositio primi physicorum. 1512.
- Corporis humani Anatomia. Venedig 1516–1524.
- Anatomicae Annotationes. Bologna 1520.